# Байдулино
Байду́лино (чув. Патуел) — село в Тереньгульском городском поселении Тереньгульского района Ульяновской области.
Находится на левом берегу реки Баромытка в 5 км к северу от районного центра Тереньга и в 60 км к югу от Ульяновска.

## История
Основано в 1664 году переведенными из других мест государственными каторжными крестьянами, с целью освоения края. Впоследствии перешло в собственность царской фамилии и до 1863 года оставалось удельным.
В 1780 году, при создании Симбирского наместничества, деревня Байдулина, крещёных чуваш, при речке Барамышке, вошла в состав Сенгилеевского уезда.
На 1859 год, удельных крестьян, входило в 1-й стан, по тракту из г. Сенгилея к с. Тереньге, Сенгилеевского уезда Симбирской губернии.
В 1900 году в Байдуллино прихожанами был построен деревянный храм. Престол в нем в честь Воздвижения животворящого Креста Господня.
Церковно-приходская школа открыта в 1901 году, которая при Советской власти была начальной школой из 3-4 классов. В 1986 году была построена новая двухэтажная школа полного среднего образования, которая функционирует до настоящего времени.
В 1913 году в Байдулино было 207 дворов, 1071 жителей, деревянная Крестовоздвиженская церковь, построенная в 1900 году (облик сохранившегося здания церкви изменен при перестройке под сельский клуб, который в настоящее время закрыт, здание требует ремонта).
После 1977 года Байдулино — центральная усадьба совхоза «Молвинский», в который входили 3 села: Молвино, Байдулино, Языково.
Название поселение от имени основателя Пайтула

## Население
| 1996 | 2010 |
| ---- | ---- |
| 762  | ↘551 |

В 1780 году — 80 ревизских душ.
В 1859 году — в 73 дворах жило 581 человек.
В 1903 году — в 150 дворах: 451 м и 442 ж.
В 1913 году в Байдулино было 207 дворов, 1071 жителей,
В 1996 году — население села составляло 762 человек, преимущественно чуваши.

## Инфраструктура
- СПК «Молвинский», школа, клуб, библиотека, медпункт. Обелиск (1981 г.)[6]

## Памятники природы
- Тереньгульский государственный ихтиологический заказник «Форель». Расположен на землях СПК «Молвинский» и «Федькинский» и лесного фонда Тереньгульского лесхоза, где берет начало р. Баромытка. Общая площадь заказника 117 га. Заказник служит для сохранения и воспроизводства форели в р. Баромытке. Численность вида в реке 150—200 экземпляров.